# Diogo Fernandes Pereira
Diogo Fernandes Pereira est un navigateur portugais du XVIe siècle. Originaire de Setubal, parfois appelé simplement Diogo Fernandes, il fut le premier capitaine européen connu à visiter l’île de Socotra en 1503, et selon certaines sources le premier Européen à visiter en 1507 de l'archipel des Mascareignes (La Réunion, l'île Maurice et Rodrigues). Il aurait aussi été le premier Européen à naviguer à l'est de l'île de Madagascar (« voie extérieure » vers les Indes orientales).

## Contexte
Il est parfois appelé Diogo Fernandes de Setúbal, sa ville natale, pour le distinguer d'un autre aventurier de l'océan Indien de cette période avec un nom similaire, connu sous le nom de Diogo Fernandes de Beja.
Dans les chroniques plus anciennes, par exemple Damião de Góis, son nom est également écrit comme « Piteira » ou « Peteira » de Diogo Fernandes.
Diogo Fernandes était un marin portugais d'origine obscure. Selon João de Barros (Da Asia de João de Barros e de Diogo de Couto, Volume 2), il était « originaire de Setúbal, un homme très utilisé en mer » (muito usado no mar). Il servit en tant que maître sur plusieurs navires, c'est-à-dire en tant que troisième officier, en deçà du pilote et du capitaine, un poste qui exigeait aussi des connaissances en navigation, il fut même peut-être pilote en d'autres occasions.